# Onthophagus concinnus
Onthophagus concinnus là một loài bọ cánh cứng trong họ Bọ hung (Scarabaeidae).